# Півторипавло Віктор Вікторович
Віктор Вікторович Півторипа́вло (нар. 8 грудня 1967, Торецьк, Донецька область) — російський композитор і вокаліст, один із засновників групи «Запрещённые барабанщики».

## Біографія
Віктор Півторипавло народився в місті Торецьк, Донецька область. У першому класі він самостійно записався в музичну школу і з успіхом її закінчив. По закінченні Ростовського музичного училища Віктор вступив до Ростовської державної консерваторії, а після її закінчення почав викладацьку діяльність по класу ударних.

### Музична кар'єра
Вже будучи студентом Віктор Півторипавло став учасником джаз-оркестру Кіма Назаретова, де грав на ударних. На початку 1990-х років він брав участь у ростовських рок-групах «Пекін Роу-Роу» і «12 Вольт». Приблизно в той же час під його керівництвом виник студентський джаз-ансамбль барабанщиків, куди увійшли, зокрема, його ж учні: Віталій Іванченко та Петро Архипов.

Ідея такого ансамблю виникла у Віктора в армії. В інтерв'ю 2001 року він розповідав: 
Я, коли в армії служив, теж створив собі ансамбль з воїнів-ракетників. Я служив в лісі в Адигеї, там була невелика частина, осіб п'ятсот, глушина дика, туди не всяк птах долетить (сміється). До найближчого населеного пункту кілометрів 500. Природно, нудно так жити. Я зібрав там команду, ми нарізали з дерев всяких коробочок, поцупили на кухні кухликів, каструль, тарілок, я зробив ансамбль ударних інструментів, ми виступили на якомусь конкурсі самодіяльних армійських ансамблів, все армійське начальство було просто в шоці, коли почуло весь цей гам-тарарам… Я за це через півроку служби отримав відпустку, що насправді нонсенс для армійського побуту.
Ансамбль, як згадував його керівник, часто «… запрошували на огляди та конкурси ансамблів вищих навчальних закладів», переважно на Півдні Росії.
1993 року ансамбль барабанщиків Віктора Півторипавло об'єднав зусилля з лідерами рок-проекту «Че Данс» Іваном Трофімовим та Олег Гапоновим (в минулому — учасниками групи «Задзеркаллі»). Їх спільний проект «Че Данс + 1.5 Pavlo» проіснував два роки, отримав «широку популярність у вузьких колах» Ростова-на-Дону та розпався після відходу з колективу Олега Гапонова.

#### «Запрещённые барабанщики»
В 1997 музиканти переїхали до Москви і два роки по тому записали перші шість пісень альбому «Вбили негра», який випустили вже як «Запрещённые барабанщики». Пісня (з однойменною кліпом) «Убили негра» придбала масову популярність та забезпечила групі безліч премій та нагород («Золотий грамофон — 1999», «Золота п'ятірка-1999» та ін.), зробивши її одним з головних музичних відкриттів 1999.
2000 року група на REAL Records випустила другий альбом «Ночами». Платівка отримала високі оцінки музичних критиків: журнал Playboy назвав її «альбомом місяця», газета «Известия» — «альбомом року».
Третій альбом «Ще раз про чорта» вийшов в 2001 році і був представлений як спільний проект під назвою «Батьки молодят», за участю Гаріка Осипова (відомого також як Граф Хортиця). Віктор відмічав в одному з інтерв'ю, що новий проект виявився в якийсь момент популярніший за основний. Приблизно в цей же час «Запрещённые барабанщики» почали співпрацю з групою «Берлін-Бомбей», де грав молодший брат Віктора Юрій, також ударник, що пізніше увійшов до складу гурту «Запрещённые барабанщики».
У 2004 році вийшов альбом «Только для взрослых», наповнений ретро-мотивами та стилістикою 1950 — 1960-х років; він також був тепло зустрінутий критикою. Рік потому у групи виник конфлікт з автором більшості пісень Іваном Трофімовим. Після виходу альбому «Нас не чіпай!» (2008) головний «ідеолог» тимчасово повернувся в колектив, але покинув його знову у квітні 2009 року, заборонивши музикантам виконувати свої пісні.

## Світогляд та погляди на творчість
На відміну від автора текстів пісень групи Івана Трофімова, який займався концептуальними ідеями та ефектно формулювати їх у програмних інтерв'ю, Віктор Півторипавло не робив гучних політичних заяв. Якщо «головний ідеолог» не раз говорив про приховані симпатіях групи до екстремальних настроям («Ми екстремісти за своїми політичними переконаннями, за своїми естетичними концепціям, але музично ми перебуваємо в рамках дуже старого мейнстріму…»), то вокаліст частіше давав зрозуміти, що, переважно, іронічно ставиться до серйозної «ідеології».
В інтерв'ю 2007 року він говорив:
|                                                | я дійсно можу почухати язиком. Але взагалі я як громадянин дуже пасивний. Жодного разу в житті не голосував, ніколи не перебував у жодній політичній організації — лише в жовтенятах... Я став дуже цинічною людиною, в 80-і роки я таким не був. Проте я вже тоді не дуже любив рокерів, що вилазили на сцену з прапорами. Серед них, звичайно, були і є талановиті люди, але... Всі ці червоні прапори на сцені у часи Перебудови, хрипкі, надривні голоси — оперета... |
| — В. Півторипавло. «Нова газета», 2007.<У ЖЖ > | |

Відповідаючи на запитання про стиль групи (зокрема, про «прозорість звучання», що для багатьох виявилася несподіваною), він говорив:
А що шуміти? Зараз всі шумлять, дзижчать, а ми, навпаки, прагнемо чистого та прозорого звучання. Хочеться якогось мінімалізму, адже навіть в тамтам можна лупити так, що це буде прозоро. Взагалі, ми завжди прагнемо зробити протилежне тому, що нас дратує в інших.
Разом з тим, Віктор Півторипавло не раз різко висловлювався про вітчизняний шоу-бізнес. Про причини існуючого в шоу-бізнесі порядку речей він говорив: «Я все скидаю на жадібність та ненажерливість продюсерів. Бажання цих людей заробити багато грошей є від початку хибним і веде до погіршення якості товару. Але не до такої ж міри…».
Після третього альбому «Запрещённые барабанщики» виявилися практично поза радіо-форматом: вони мали можливість доносити до слухача свою продукцію лише через «Радіо Шансон», але не бажали робити цього з принципових міркувань. На питання кореспондента про те, як учасники групи ставляться до «російського шансону», Півторипавло відповідав:

Терпіти не можемо. Ось той пласт музики, який називається «блатна пісня» — до нього ставимося дуже шанобливо. Це Аркадий Северный, Бока Давидян, Володимир Шиваловський, Костянтин Бєляєв, з яким Ми підтримуємо стосунки та періодично граємо концерти — це справжній міський фольклор, він, може бути, і непоказний, але щирий, йде від душі до вподоби. До «російському шансону» це не має ні найменшого стосунку.— В. Півторипавло.
Так само різко він відгукувався про «доморослий» варіант хіп-хопу (обумовлюючи, що до автентичного ставиться прекрасно) : «… Оскільки це — брехня. Коли людина вимовляє фрази типу ' за модний прикид виганяли зі школи ', це — брехня. Зі школи за інші речі виганяли…»
Віктор Півторипавло заперечував проти численних ярликів, які преса навішувала на групу, зокрема — проти вживання по відношенню до її творчості терміна «стьоб»:
|  | У нас взагалі його немає. Просто це іронічна манера вираження думки, може бути, трохи цинічна за рахунок якихось смислових стиків і гри слів. Насправді те, що ти називаєш стьобом, це — карнавальність, ярмарковість. Зараз у світі живе шість мільярдів людей, які постійно перебувають у стані стресу. Ми ж намагаємося сприймати життя як карнавал у всіх його іпостасях. На ярмарку є різні персонажі — хороші, погані, сумні. А є Петрушка. Він і попа палицею б'є, і тут же пристав. А сам він не гарний і не поганий, він злий. Ось ми — такі Петрушки. |

На думку вокаліста групи, «Запрещённые барабанщики» відрізняються від інших «… за рахунок ненав'язливого сміху над собою та чорного гумору, які давненько відсутні на естраді, на рок- і андерграунд-сцені. А ще за рахунок простоти та наївності».
Ми ніколи не замислювалися, якою <музика групи> повинна бути, головне — щоб <була> відкритою та чесною. Якщо ця умова не виконується, то рухатися далі безглуздо. Не важливо, який зараз час — 80-ті роки минулого століття або XXI століття. Важливо бути самим собою, показувати, що ти вмієш, і найголовніше — для чого. А якщо те, що ти робиш чесно, ще й цікаво хоча б двом-трьом людям, воно вже має право на існування. Якщо тобі починають дзвонити після концерту та закидати твій поштовий ящик різними неоднозначними листами, значить, ти не дарма жуєш свій хліб. Інакше ми б давно зайнялися більш грошовою справою. 

## Особисте життя
Віктор Півторипавло одружений, у нього троє дітей.